# Canton de Briançon-2
Le canton de Briançon-2 est une circonscription électorale française du département des Hautes-Alpes, créée par le décret du 27 février 2014 et entrant en vigueur lors des élections départementales de 2015.

## Histoire
Un nouveau découpage territorial des Hautes-Alpes entre en vigueur en mars 2015, défini par le décret du 20 février 2014, en application des lois du 17 mai 2013 (loi organique 2013-402 et loi 2013-403). Les conseillers départementaux sont, à compter de ces élections, élus au scrutin majoritaire binominal mixte. Les électeurs de chaque canton élisent au Conseil départemental, nouvelle appellation du Conseil général, deux membres de sexe différent, qui se présentent en binôme de candidats. Les conseillers départementaux sont élus pour six ans au scrutin binominal majoritaire à deux tours, l'accès au second tour nécessitant 12,5 % des inscrits au premier tour. En outre la totalité des conseillers départementaux est renouvelée. Ce nouveau mode de scrutin nécessite un redécoupage des cantons dont le nombre est divisé par deux avec arrondi à l'unité impaire supérieure si ce nombre n'est pas entier impair, assorti de conditions de seuils minimaux. Dans les Hautes-Alpes, le nombre de cantons passe ainsi de 30 à 15. Le canton de Briançon-2 fait partie des sept nouveaux cantons du département, les huit autres cantons portant la dénomination d'un ancien canton, mais avec des limites territoriales différentes.

## Représentation
| Période élective | Période élective | Mandat | Mandat   | Identité        | Nuance | Nuance | Qualité |
| ---------------- | ---------------- | ------ | -------- | --------------- | ------ | ------ | --- |
| 2015             | 2021             | 2015   | 2021     | Gérard Fromm    |        | DVG    | Vétérinaire retraité Maire de Briançon (2009 → 2020) Président de la Communauté de communes du Briançonnais (2017 → 2020) |
| 2015             | 2021             | 2015   | 2021     | Aurélie Poyau   |        | DVG    | Géographe Adjointe au maire de Briançon (2014 → 2020)                                                                     |
| 2021             | 2028             | 2021   | en cours | Claire Barnéoud |        | LR     | Assistante commerciale Conseillère municipale de Briançon                                                                 |
| 2021             | 2028             | 2021   | en cours | Éric Peythieu   |        | LR     | Enseignant Adjoint au maire de Briançon                                                                                   |

### Résultats détaillés

#### Élections de mars 2015
À l'issue du 1er tour des élections départementales de 2015, deux binômes sont en ballottage : Romain Gryzka et Catherine Valdenaire (Union de la Droite, 40,63 %) et Gérard Fromm et Aurélie Poyau (Union de la Gauche, 38,8 %). Le taux de participation est de 50,08 % (3 874 votants sur 7 735 inscrits) contre 54,61 % au niveau départementalet 50,17 % au niveau national.
Au second tour, Gérard Fromm et Aurélie Poyau (Union de la Gauche) sont élus avec 50,13 % des suffrages exprimés et un taux de participation de 54,18 % (1 892 voix pour 4 191 votants et 7 735 inscrits).
À la suite de l'annulation du scrutin, les deux conseillers départementaux ont été réélus le 25 septembre 2016.

#### Élections de juin 2021
Le premier tour des élections départementales de 2021 est marqué par un très faible taux de participation (33,26 % au niveau national). Dans le canton de Briançon-2, ce taux de participation est de 38,63 % (3 163 votants sur 8 188 inscrits) contre 41,95 % au niveau départemental. À l'issue de ce premier tour, deux binômes sont en ballottage : Claire Barneoud et Éric Peythieu (Union au centre et à droite, 45,89 %) et Marcel Ciuppa et Aurélie Poyau (DVG, 29,91 %).
Le second tour des élections est marqué une nouvelle fois par une abstention massive équivalente au premier tour. Les taux de participation sont de 34,3 % au niveau national, 42,97 % dans le département et 44,3 % dans le canton de Briançon-2. Claire Barneoud et Éric Peythieu (Union au centre et à droite) sont élus avec 57,48 % des suffrages exprimés (1 921 voix pour 3 628 votants et 8 189 inscrits),,.

## Composition
| Nom                              | Code Insee | Intercommunalité   | Superficie (km2) | Population (dernière pop. légale)               | Densité (hab./km2) | Modifier                                    |
| -------------------------------- | ---------- | ------------------ | ---------------- | ----------------------------------------------- | ------------------ | ------------------------------------------- |
| Briançon (bureau centralisateur) | 05023      | CC du Briançonnais | 28,07            | Fraction : 8 837 (2022) Commune : 10 748 (2022) | 383                | modifier les données · modifier les données |
| Montgenèvre                      | 05085      | CC du Briançonnais | 40,07            | 459 (2022)                                      | 11                 | modifier les données · modifier les données |
| Névache                          | 05093      | CC du Briançonnais | 191,93           | 360 (2022)                                      | 1,9                | modifier les données · modifier les données |
| Val-des-Prés                     | 05174      | CC du Briançonnais | 44,77            | 610 (2022)                                      | 14                 | modifier les données · modifier les données |
| Canton de Briançon-2             | 0503       |                    |                  | 10 266 (2022)                                   |                    | modifier les données                        |

Le canton de Briançon-2 comprend :
1. trois communes entières,
2. la partie de la commune de Briançon non incluse dans le canton de Briançon-1.

## Démographie
En 2022, le canton comptait 10 266 habitants, en évolution de −9,7 % par rapport à 2016 (Hautes-Alpes : +0,4 %, France hors Mayotte : +2,11 %).
| 2013   | 2018   | 2022   |
| ------ | ------ | ------ |
| 11 215 | 10 858 | 10 266 |